# Ginkgoaceae
Famille
Classification phylogénétique
La famille des Ginkgoacées (Ginkgoaceae) est constituée de plantes de l'embranchement des Ginkgophyta, de l'ordre des Ginkgoales.
Elle comporte de nombreux genres fossiles et un seul genre actuel : Ginkgo.
Elle date d'environ 270 millions d'années.

## Étymologie
Le nom vient du genre type Ginkgo, dérivé du chinois 銀杏 (yínxìng), qui signifie « abricot argenté ». Le même arbre est connu au Japon sous le nom de ginkyō. Le naturaliste allemand Engelbert Kaempfer (1712), premier occidental à décrire ce genre en 1690, a transcrit ce nom, mais ce dernier fut mal lu par Linnaeus (1753), qui changea par erreur le "y" en "g" et publia donc comme nom de genre, au lieu de Ginkyō, le nom de Ginkgo , qui devint le nom accepté, bien que difficile à prononcer.

## Principaux genres
- Baiera (en) †
- Ginkgo L.
- Ginkgoites (en) †
- Ginkgoidium †
- Phoenicpsis †
- Polyspermophyllum †

## Liste des genres et espèces actuels
Selon World Checklist of Selected Plant Families (WCSP) (27 févr. 2012), NCBI (27 févr. 2012), ITIS (17 févr. 2016) et Paleobiology Database (17 févr. 2016) :
- genre Ginkgo L. (1771)
  - espèce Ginkgo biloba L. (1771)